# Eido
Eido é um gênero de traça pertencente à família Agonoxenidae.